# Dirigente generale di pubblica sicurezza di livello B

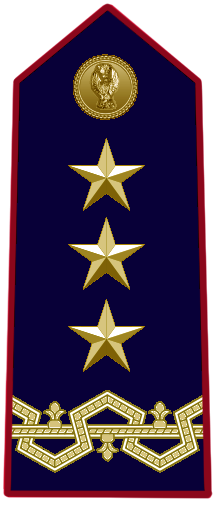
Distintivo di qualifica per controspallina.

La qualifica di dirigente generale di pubblica sicurezza di livello B è stata, fino al 2007, una qualifica dirigenziale della Polizia di Stato italiana. Nell'ambito del ruolo dirigenziale della Polizia, esso era sovraordinato alla qualifica di dirigente generale di pubblica sicurezza.
La qualifica è stata soppressa dall'art. 2, comma 92 della legge 21 dicembre 2007, n. 244. Gli appartenenti a tale qualifica alla data del 1º gennaio 2008 sono stati inquadrati nella qualifica di prefetto.
Ai dirigenti generali di pubblica sicurezza di livello B erano resi gli onori spettanti agli ufficiali di grado corrispondente delle altre forze di polizia (tenente generale/generale di corpo d'armata).

## Funzioni
Il decreto legislativo 5 ottobre 2000, n. 334 attribuisce a tutti i dirigenti della Polizia di Stato le qualifiche di ufficiali di pubblica sicurezza. Essi sono autorità di pubblica sicurezza nei casi previsti dalla legge.
I dirigenti della Polizia di Stato svolgono anche funzioni ispettive e quando sono preposti agli uffici o reparti o istituti d'istruzione hanno, altresì, la responsabilità dell'istruzione, della formazione e dell'addestramento del personale dipendente. I dirigenti generali di livello B componevano altresì la commissione per la progressione in carriera del personale appartenente ai ruoli dei direttivi e dei dirigenti della Polizia di Stato, assieme al capo della polizia - direttore generale della pubblica sicurezza e al vicedirettore generale della pubblica sicurezza con funzioni vicarie.
Gli incarichi propri dei dirigenti generali di pubblica sicurezza di livello B erano previsti essere nove ed erano quello di direttore dell'ufficio centrale ispettivo, di consigliere ministeriale, di questore della capitale e di direttore di ufficio interregionale della Polizia di Stato.

## Nomina
I dirigenti generali di pubblica sicurezza di livello B erano nominati tra i dirigenti generali di pubblica sicurezza e inquadrati nella qualifica di prefetto nel termine minimo di tre anni dal conseguimento della qualifica, conservando a tutti gli effetti l'anzianità maturata anche nella qualifica di dirigente generale di pubblica sicurezza.
L'inquadramento fra i prefetti di cui al comma poteva essere disposto anche in soprannumero da riassorbirsi con le successive vacanze. Fino al riassorbimento del soprannumero non si possono effettuare nomine dei dirigenti generali di pubblica sicurezza di livello B. Per la preposizione dei prefetti e dei dirigenti di pubblica sicurezza di livello B e dei dirigenti generali, alla direzione degli uffici del dipartimento della pubblica sicurezza si osservano criteri di professionalità, che tengono conto anche delle esperienze maturate.
I dirigenti della Polizia di Stato possono essere collocati in posizione di disponibilità, entro il limite non eccedente il cinque per cento della dotazione organica e per particolari esigenze di servizio, anche per lo svolgimento di incarichi particolari o a tempo determinato: i dirigenti generali di pubblica sicurezza di livello B godevano di una procedura aggravata, in quanto erano collocati in posizione di disponibilità, previa deliberazione del Consiglio dei ministri, su proposta del Ministro dell'interno, sentito il capo della polizia - direttore generale della pubblica sicurezza.